# Mona Lisa (Schillings)
Mona Lisa, op. 31, és una òpera en dos actes, pròleg i epíleg, del compositor alemany Max von Schillings sobre un llibret de Beatrice von Dovsky, que entreteixeix la història de la famosa pintura en un triangle amorós. L'estrena va tenir lloc el 26 de setembre de 1915 al nou Teatre de la Cort a Stuttgart.
Mona Lisa va ser l'èxit més gran de Schilling. La va dedicar a la Facultat de Filosofia de la Universitat de Heidelberg, on el compositor era professor.

## Origen i context
A la primavera de 1913, Beatrice von Dovsky va presentar el llibret al compositor, que va preparar un esbós per a piano durant el següent estiu. Va completar l'òpera durant el seu servei militar de vuit mesos com a soldat mèdic a França i Bèlgica. El tema era de gran actualitat en el moment, perquè la pintura de Leonardo da Vinci havia estat robada del Louvre el 1911 i redescoberta a Florència el 1913.

## Representacions
L'òpera va ser estrenada el 26 de setembre de 1915 a la Neuen Hoftheater a Stuttgart, amb el compositor dirigint. En el mateix any també es va dur a terme a Viena (amb Maria Jeritza en el paper principal), Berlín (amb Richard Strauss dirigint les dues primeres actuacions), Breslau, Hamburg i Budapest.
L'estrena als Estats Units va tenir lloc al Metropolitan Opera de Nova York l'1 de març de 1923, amb Artur Bodanzky com a director, i amb Barbara Kemp, Michael Bohnen (tots dos feien el seu debut al Met) i Curt Taucher en els papers principals.
Posteriorment es representà a la Städtische Oper de Berlín el 1953 i en la Badischen Staatstheater de Karlsruhe el 1983 amb un format una mica reduït. Es va tornar a oferir de forma completa a l'Òpera de Kiel, el novembre de 1994 i posteriorment al Wiener Volksoper el 1996.